# Figma
Figma — онлайн-сервис для разработки интерфейсов и прототипирования с возможностью организации совместной работы в режиме реального времени.
Используется как для создания упрощённых прототипов интерфейсов, так и для детальной проработки дизайна интерфейсов мобильных приложений, веб-сайтов, корпоративных порталов.
Сервис доступен по подписке, предусмотрен бесплатный тарифный план для одного пользователя. 
Имеются небраузерные онлайн-версии для Windows, macOS. 
Реализована интеграция с корпоративным мессенджером Slack и инструментом прототипирования Framer.

## История
Одноимённая компания, разрабатывающая сервис, была основана в 2012 году Диланом Филдом; в 2013 году привлекла $3,8 млн, к 2015 году инвестиции в проект составили $14 млн. В начале 2018 года удалось привлечь дополнительные $25 млн.
К началу 2019 года Figma вышла на 1 миллион зарегистрированных пользователей.  В 2020 году компания привлекла 50 млн долл., достигнув оценки капитализации в 2 млрд долл.
В сентябре 2022 года корпорация Adobe объявила о достижении договорённости о покупке Figma за $20 млрд при сохранении компанией самостоятельности. Но в декабре 2023 года Adobe отказалась от покупки Figma из-за проблем с получением разрешений от антимонопольных регуляторов Евросоюза и Великобритании.
В апреле 2025 года в сервис добавили функции генерации и редактирования изображений с помощью модели 4o от OpenAI, которая научилась создавать картинки в конце марта 2025 года. Также в Figma появилась возможность улучшить разрешение изображений.